# Śnieżka (radioodbiornik)
Śnieżka – polski monofoniczny tranzystorowy odbiornik radiowy, produkowany w latach 80. i 90. XX wieku w zakładach Diora wchodzących w skład Unitry.

## R-206
Jest to model pięciozakresowy. Na panelu frontowym umieszczono przełączniki zakresów, potencjometr, głośnik oraz skalę częstotliwości. Tylna ścianka wykonana została z płyty pilśniowej, która oklejona okleiną imitowała drewno. Odbiornik dostępny był w kolorze białym, brązowym i czarnym.

## R-207
Jest zmienioną wersją R-206. Zrezygnowano w niej z czerwonej diody LED na wskaźniku na rzecz żarówki do podświetlenia skali. W niektórych egzemplarzach usunięto gniazdo magnetofonowe (na płycie drukowanej jest miejsce na ew. dodanie gniazda). Produkowana pod marką Diora, jak i Unitra-Diora.

## R-310

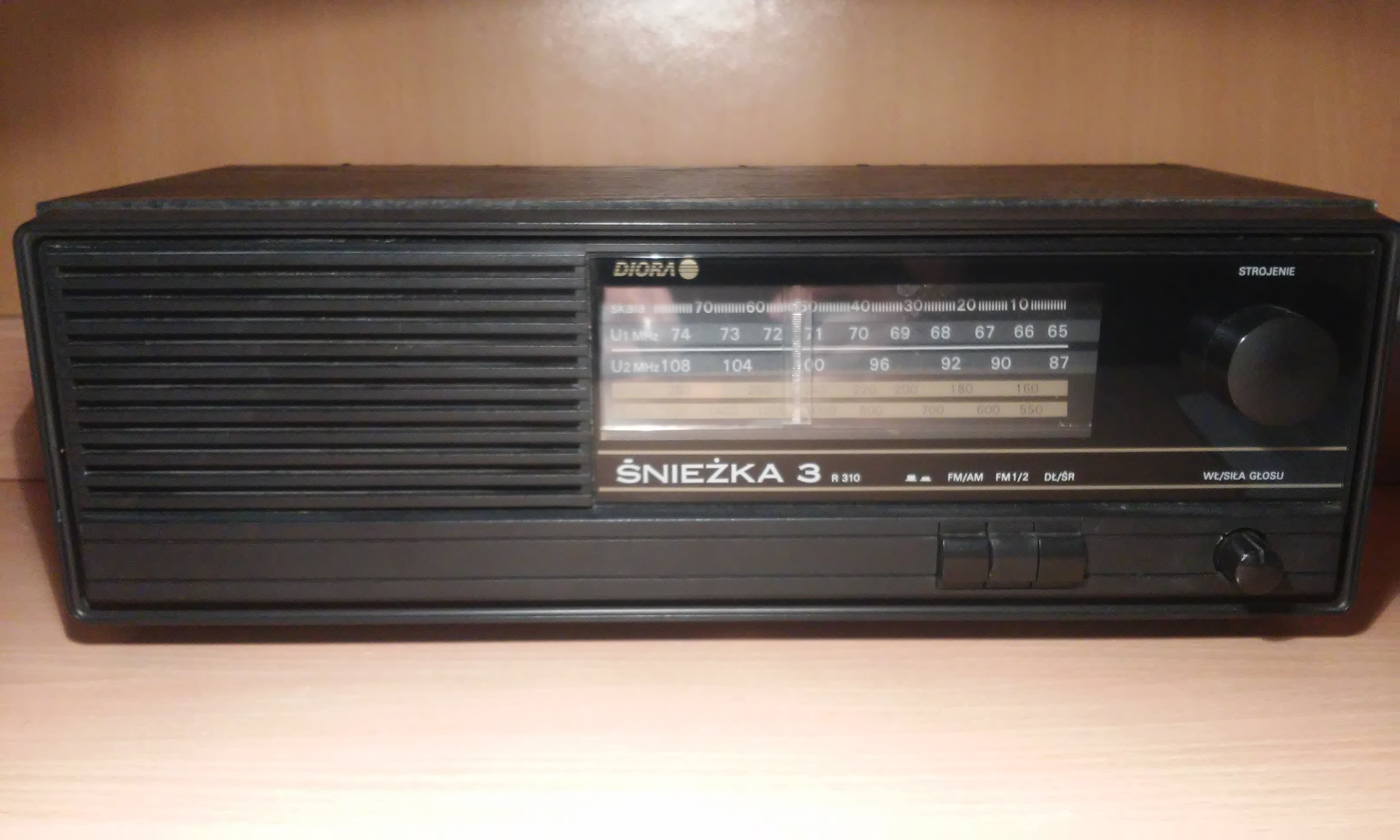
Śnieżka R-310

Jest to rozwojowa wersja modelu R-206, która różni się zastosowaniem dwuzakresowej głowicy UKF (65–74 MHz oraz 87,5–108 MHz), układu scalonego CXA 1019, a także lekko zmienionym wyglądem. Model R-310 był produkowany pod marką Diora, w przeciwieństwie do poprzedników oznaczonych znakiem Unitry. Sprzedawano egzemplarze w kolorze białym i czarnym.